# Нальчикский округ
На́льчикский округ — административно-территориальная единица Терской области Российской империи. Существовала в 1882—1921 годах.
Административный центр — город Нальчик.

## Географическое положение
Располагался в центральной части Северного Кавказа, между реками Терек (на востоке) и Подкумок на (западе). На юге был ограничен Главным Кавказским хребтом, по которой шла граница с Тифлисской губернией. На севере граничил с Пятигорским уездом.

## История
Нальчикский округ был образован 1 января 1882 года, в результате разделения Пятигорского округа на два округа — Пятигорский и Нальчикский. 
Упразднён в 1921 году, когда его территория вошла в состав Горской АССР.

## Население
По переписи 1897 года население округа составляло 102 908 человек
Распределение населения по родному языку:
| № | Национальность | Численность, чел. | Доля   |
| - | -------------- | ----------------- | ------ |
| 1 | кабардинский   | 64 748            | 62,9 % |
| 2 | татарский      | 23 184            | 22,5 % |
| 3 | великорусский  | 4 811             | 4,7 %  |
| 4 | малорусский    | 4 745             | 4,6 %  |
| 5 | осетинский     | 2 728             | 2,7 %  |
| 6 | еврейский      | 1 108             | 1,1 %  |
| 7 | другие         | 1 584             | 1,5 %  |

## Административное деление
В 1913 году в состав округа входило 48 сельских правлений:
| - Александровское — кол. Александровская - Аргуданское — с. Аргудан - Атажукинское правление 1-е — с. Атажукино 1-е - Атажукинское правление 2-е — с. Атажукино 2-е - Атажукинское правление 3-е — с. Атажукино 3-е - Ашабовское — с. Ашабово - Бабуковское — с. Бабуково - Баксанское — с. Баксанское - Балкарское — пос. Чечет-Эль - Безингиевское — с. Безингиевское - Верхне-Кожоковское — с. Верхне-Кожоковское - Вольно-Аульское — с. Вольно-Аульское | - Гунделенское — с. Гунделен - Догужоковское — с. Догужоковское - Докшоковское — с. Докшоковское - Докшукинское — с. Докшукинское - Жанхотовское — с. Жанхотовское - Иналовское — с. Иналово - Кайсын-Анзоровское — с. Кайсын-Анзоровское - Кановское — с. Каново - Кармовское — с. Кармово - Касаевское — с. Касаевское - Каголкинское — с. Каголкинское - Кашероковское — с. Кашероковское | - Кременчуг-Константиновское — с. Кременчуг-Константиновское - Куденетовское правление 1-е — с. Куденетово 1-е - Куденетовское правление 2-е — с. Куденетово 2-е - Кучмазукинское — с. Кучмазукино - Лафишевское — с. Лафишево - Лескенское — с. Лескенское - Мисостовское — с. Мисостовское - Нальчикское — сл. Нальчик - Нальчикско-Клишбиевское — с. Нальчикско-Клишбиевское - Наурузовское — с. Наурузовское - Нижне-Кожоковское — с. Нижне-Кожоковское - Ново-Ивановское — с. Ново-Ивановское | - Ново-Полтавское — с. Ново-Полтавское - Средне-Урухское — с. Средне-Урухское - Тамбиевское правление 1-е — с. Тамбиево 1-е - Тамбиевское правление 2-е — с. Тамбиево 2-е - Тахтамышевское — с. Тахтамышевское - Тыжевское — с. Тыжево - Урусбиевское — с. Урусбиевское - Хасаутское — с. Хасаутское - Хату-Анзоровское — с. Хату-Анзоровское - Хуламское — пос. Хуламский - Чегемское — пос. Чегемский - Шалушинское — с. Шалушинское. |